# Sólheimajökull
Sólheimajökull, (isländskt uttal: [ˈsoulˌheiːmaˌjœːkʏtl̥]),  är en glaciär i republiken Island. Den ligger i regionen Suðurland på södra Island, mellan vulkanerna Katla och Eyjafjallajökull. Som en del av den större glaciären Mýrdalsjökull är Sólheimajökull en populär sevärdhet på grund av sin storlek och relativa lättillgänglighet.

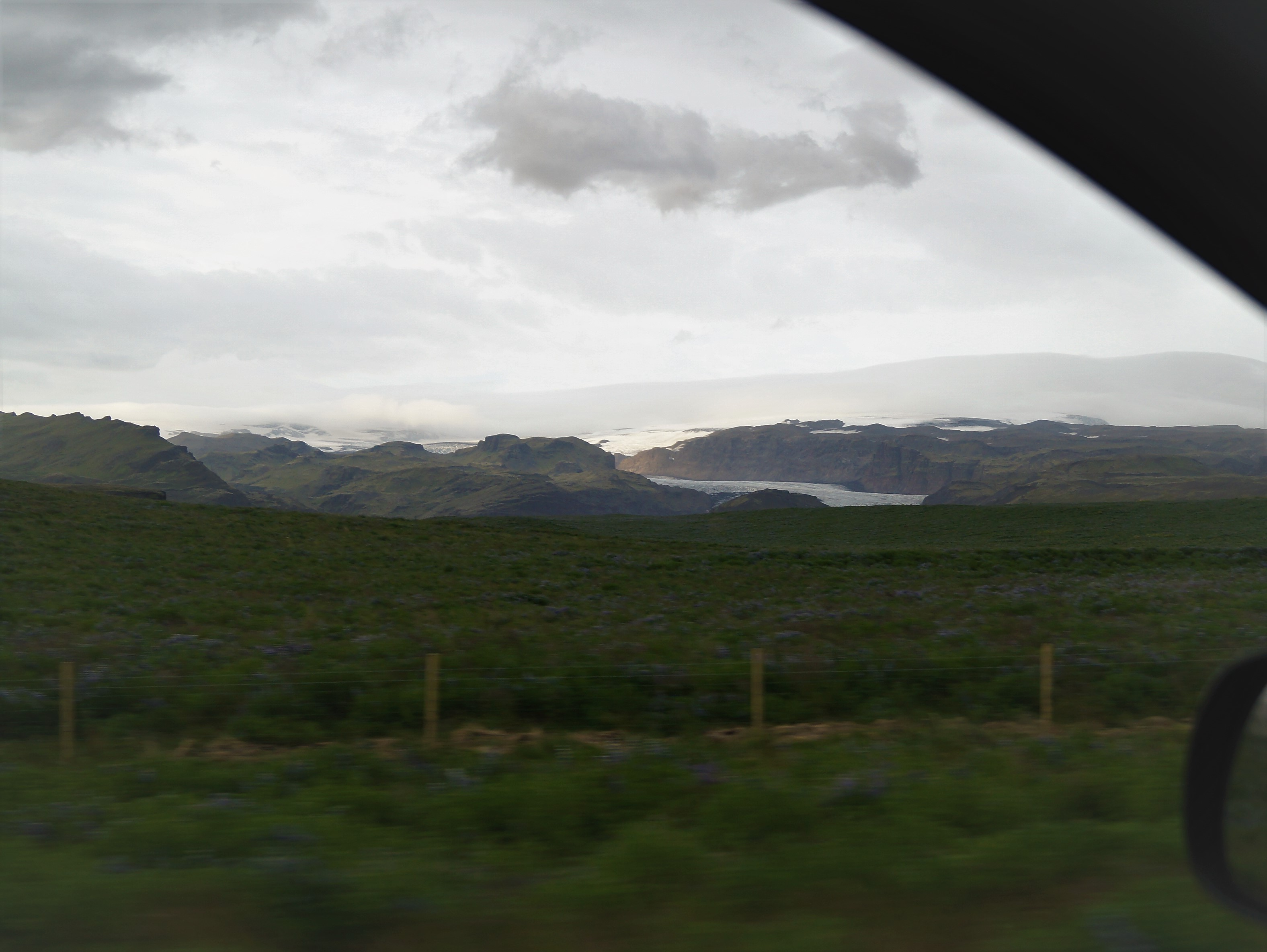
Sólheimajökull och dess dal med Mýrdalsjökull i bakgrunden.

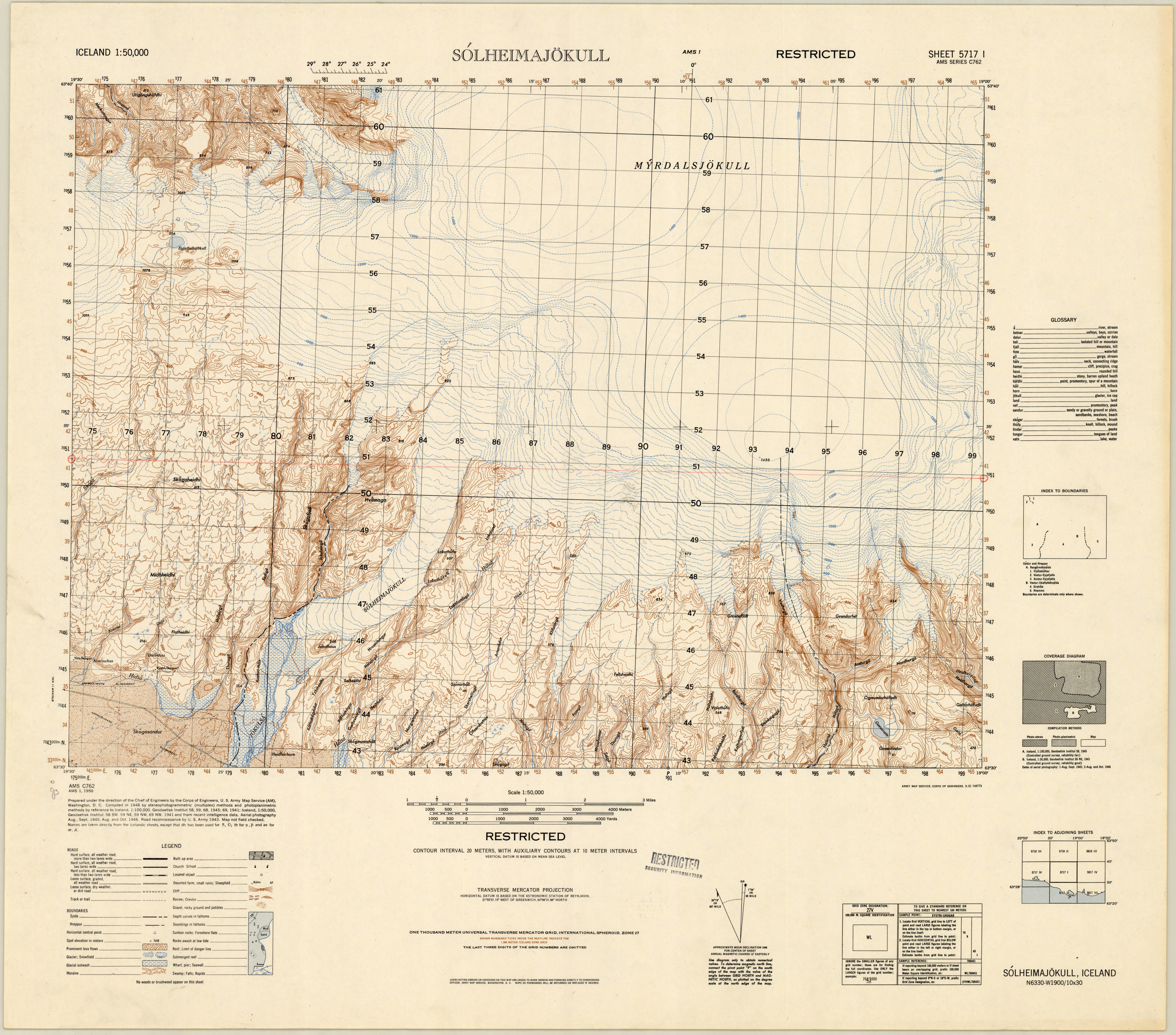
Karta över Sólheimajökull, 1951

## Geologi
Sólheimajökull är en utloppsglaciär från den större inlandsisen Mýrdalsjökull som ligger ovanpå Katlas caldera. Den ligger nära staden Vík í Mýrdal, en populär turistort cirka 180 km sydost om Reykjavik. Glaciären smälter snabbt runt 60 meter (200 fot) per år.